# Олимпик де ла Понтез
«Олимпи́к де ла Понте́з» (фр. Stade Olympique de la Pontaise) — многофункциональный стадион в Лозанне, Швейцария. Домашняя арена футбольного клуба «Лозанна». Стадион был открыт в 1904 году. На стадионе проходили 5 матчей чемпионата мира 1954 года. Именно на этом стадионе был сыгран самый результативный матч в истории чемпионатов мира — 26 июня в матче 1/4 финала Австрия обыграла Швейцарию со счётом 7:5.
Нынешняя вместимость стадиона составляет 15 850 человек. К чемпионату мира она была увеличена до 50 000 зрителей, в 1985 сокращена до 25 000, а в 1993 — до нынешней цифры.